# وولاری
وولاری (به چکی: Volary) یک منطقهٔ مسکونی و شهرستان دارای شهرک سابقاً روستا در جمهوری چک است که در شهرستان پراخاتیتسه واقع شده‌است.
 وولاری  ۴٬۰۸۳ نفر جمعیت دارد.